# Lista de programação de televisão da WWE
A WWE possuiu uma variedade de programação mundial, que inclui televisão, filmes, webcasts, video on demand e eventos em pay-per-view.

## Televisão e Webcasts
Nos Estados Unidos:
| Nome:          | Dia e horário:            | Canal:      |
| -------------- | ------------------------- | ----------- |
| WWE Raw        | Segundas às 9:00 p.m. EST | USA NETWORK |
| WWE Main Event | Sextas às 7:00 p.m. EST   | Hulu Plus   |
| WWE 205 Live   | Terças às 10:00 p.m. EST  | WWE Network |
| WWE SmackDown  | Sextas às 10:00 p.m. EST  | FOX         |
| WWE NXT        | Quartas às 8:00 p.m. EST  | USA NETWORK |
| Total Divas    | Quartas às 9:00 p. m. EST | E!          |

Internacionalmente, existem outros programas: WWE Total Bellas, WWE Afterburn, WWE Bottom Line, This Week in WWE, The WWE Experience, WWE Vintage Collection e Miz & Mrs.
| País:                                                                                             | País: | Nome:                     | Dia e horário:                                                                              | Canal:                            |
| ------------------------------------------------------------------------------------------------- | --- | ------------------------- | ------------------------------------------------------------------------------------------- | --------------------------------- |
| Argélia                                                                                           | Argélia | WWE Bottom Line           | lista local varia                                                                           | Showtime Arabia                   |
| Argélia                                                                                           | Argélia | WWE NXT                   | lista local varia                                                                           | Showtime Arabia                   |
| Argélia                                                                                           | Argélia | WWE SmackDown             | lista local varia                                                                           | Showtime Arabia                   |
| Argélia                                                                                           | Argélia | WWE Vintage Collection    | lista local varia                                                                           | Showtime Arabia                   |
| Argélia                                                                                           | Argélia | The WWE Experience        | Quartas às 9:00 p.m.                                                                        | Orbit                             |
| Argentina Bolívia Chile Colômbia Costa Rica Cuba Equador Honduras Paraguai Peru Uruguai Venezuela | Argentina · Bolívia · Chile · Colômbia · Costa Rica · Cuba · Equador · Honduras · Paraguai · Peru · Uruguai · Venezuela | WWE Raw                   | Segundas às 9:00 p.m.                                                                       | Fox Sports Latinoamérica          |
| Argentina Bolívia Chile Colômbia Costa Rica Cuba Equador Honduras Paraguai Peru Uruguai Venezuela | Argentina · Bolívia · Chile · Colômbia · Costa Rica · Cuba · Equador · Honduras · Paraguai · Peru · Uruguai · Venezuela | WWE SmackDown             | Terças às 9:00 p.m.                                                                         | Fox Sports Latinoamérica          |
| Argentina Bolívia Chile Colômbia Costa Rica Cuba Equador Honduras Paraguai Peru Uruguai Venezuela | Argentina · Bolívia · Chile · Colômbia · Costa Rica · Cuba · Equador · Honduras · Paraguai · Peru · Uruguai · Venezuela | WWE Main Event            | Quintas às 7:00 p.m.                                                                        | Fox Sports Latinoamérica          |
| Argentina Bolívia Chile Colômbia Costa Rica Cuba Equador Honduras Paraguai Peru Uruguai Venezuela | Argentina · Bolívia · Chile · Colômbia · Costa Rica · Cuba · Equador · Honduras · Paraguai · Peru · Uruguai · Venezuela | WWE NXT                   | Terças às 7:00 p.m.                                                                         | Fox Sports Latinoamérica          |
| Argentina Bolívia Chile Colômbia Costa Rica Cuba Equador Honduras Paraguai Peru Uruguai Venezuela | Argentina · Bolívia · Chile · Colômbia · Costa Rica · Cuba · Equador · Honduras · Paraguai · Peru · Uruguai · Venezuela | WWE Vintage Collection    | Quartas às 7:00 p.m.                                                                        | Fox Sports Latinoamérica          |
| Argentina Bolívia Chile Colômbia Costa Rica Cuba Equador Honduras Paraguai Peru Uruguai Venezuela | Argentina · Bolívia · Chile · Colômbia · Costa Rica · Cuba · Equador · Honduras · Paraguai · Peru · Uruguai · Venezuela | WWE Total Bellas          | TBA                                                                                         | E!                                |
| Austrália                                                                                         | Austrália | WWE Raw                   | Terças às 12:00 p.m.                                                                        | FOX8                              |
| Austrália                                                                                         | Austrália | WWE SmackDown             | Quartas às 12:00 p.m.                                                                       | FOX8                              |
| Barém                                                                                             | Bahrein | WWE Vintage Collection    | Segundas às 4:00 p.m.                                                                       | Showtime Arabia                   |
| Barém                                                                                             | Bahrein | WWE NXT                   | Segundas às 5:00 p.m.                                                                       | Showtime Arabia                   |
| Barém                                                                                             | Bahrein | The WWE Experience        | Segundas às 9:00 p.m.                                                                       | Bahrain TV                        |
| Barém                                                                                             | Bahrein | The WWE Experience        | Quartas às 9:00 p.m.                                                                        | Orbit                             |
| Barém                                                                                             | Bahrein | WWE Bottom Line           | Segundas às 10:00 a.m.                                                                      | Showtime Arabia                   |
| Barém                                                                                             | Bahrein | WWE SmackDown             | Sextas às 1:00 a.m.                                                                         | Showtime Arabia                   |
| Bangladesh                                                                                        | Bangladesh | WWE After Burn            | lista local varia                                                                           | TEN Sports                        |
| Bangladesh                                                                                        | Bangladesh | WWE After Burn            | Saturdays at 6:00 p.m.                                                                      | Bangladesh Television             |
| Bangladesh                                                                                        | Bangladesh | WWE Bottom Line           | lista local varia                                                                           | TEN Sports                        |
| Bangladesh                                                                                        | Bangladesh | WWE NXT                   | lista local varia                                                                           | TEN Sports                        |
| Bangladesh                                                                                        | Bangladesh | The WWE Experience        | lista local varia                                                                           | TEN Sports                        |
| Bangladesh                                                                                        | Bangladesh | WWE SmackDown             | lista local varia                                                                           | TEN Sports                        |
| Bangladesh                                                                                        | Bangladesh | WWE Raw                   | lista local varia                                                                           | TEN Sports                        |
| Bangladesh                                                                                        | Bangladesh | WWE Vintage Collection    | lista local varia                                                                           | TEN Sports                        |
| Bélgica                                                                                           | Bélgica | WWE Raw                   | Segundas às 9:45 p.m.                                                                       | AB3                               |
| Bélgica                                                                                           | Bélgica | WWE SmackDown             | Sábados às 6:45 p.m.                                                                        | AB3                               |
| Bolívia                                                                                           | Bolívia | WWE Raw                   | Sábados às 7:00 p.m.                                                                        | RPT                               |
| Bolívia                                                                                           | Bolívia | WWE NXT                   | Domingos às 6:00 p.m.                                                                       | FX Latin America                  |
| Bolívia                                                                                           | Bolívia | WWE SmackDown             | Domingos às 7:00 p.m.                                                                       | RPT                               |
| Brasil                                                                                            | Brasil | WWE Raw                   | Segundas às 09:00 p.m.                                                                      | ESPN Extra                        |
| Brasil                                                                                            | Brasil | WWE NXT                   | Terças às 05:40 p.m.                                                                        | ESPN Extra                        |
| Brasil                                                                                            | Brasil | WWE Vintage               | Quartas às 05:40 p.m.                                                                       | ESPN Extra                        |
| Brasil                                                                                            | Brasil | WWE Main Event            | Quintas às 05:40 p.m.                                                                       | ESPN Extra                        |
| Brasil                                                                                            | Brasil | WWE SmackDown             | Sextas às 09:00 p.m.                                                                        | ESPN Extra                        |
| Brasil                                                                                            | Brasil | WWE Total Bellas          | Sábados às 09:55, 10:50, 11:45, 12:40 a.m.                                                  | E!                                |
| Bulgária                                                                                          | Bulgária | WWE SmackDown             | Sextas às 11:00 p.m.                                                                        | BTV Comedy                        |
| Bulgária                                                                                          | Bulgária | WWE Superstars            | Sábados às 11:00 p.m.                                                                       | Ring BG                           |
| Butão                                                                                             | Butão | WWE After Burn            | lista local varia                                                                           | TEN Sports                        |
| Butão                                                                                             | Butão | WWE Bottom Line           | lista local varia                                                                           | TEN Sports                        |
| Butão                                                                                             | Butão | WWE NXT                   | lista local varia                                                                           | TEN Sports                        |
| Butão                                                                                             | Butão | The WWE Experience        | lista local varia                                                                           | TEN Sports                        |
| Butão                                                                                             | Butão | WWE SmackDown             | lista local varia                                                                           | TEN Sports                        |
| Butão                                                                                             | Butão | WWE Raw                   | lista local varia                                                                           | TEN Sports                        |
| Butão                                                                                             | Butão | WWE VIntage Collection    | lista local varia                                                                           | TEN Sports                        |
| Camboja                                                                                           | Camboja | WWE NXT                   | lista local varia                                                                           | Cambodian Television Network      |
| Camboja                                                                                           | Camboja | WWE SmackDown             | Domingos às 9:30 p.m.                                                                       | Cambodian Television Network      |
| Canadá                                                                                            | Canadá | WWE Raw                   | Segundas às 8:00 p.m.                                                                       | Sportsnet 360                     |
| Canadá                                                                                            | Canadá | WWE Main Event            | Sextas às 7:00 p.m.                                                                         | Sportsnet 360                     |
| Canadá                                                                                            | Canadá | WWE SmackDown             | Terças às 8:00 p.m.                                                                         | Sportsnet 360                     |
| Canadá                                                                                            | Canadá | The WWE Experience        | Domingos às 7:00 p.m.                                                                       | Sportsnet 360                     |
| Alemanha e Austria                                                                                | e | The WWE Experience        | Segundas às 5:00 p.m. Tercas at 2:10 a.m.                                                   | Sky Sport                         |
| Alemanha e Austria                                                                                | e | This Week In WWE          | Segundas às 9:00 p.m.                                                                       | Eurosport                         |
| Alemanha e Austria                                                                                | e | WWE Vintage Collection    | Segundas às 9:30 p.m.                                                                       | Eurosport                         |
| Alemanha e Austria                                                                                | e | WWE Raw                   | Quintas às 10:15 p.m.                                                                       | Tele5                             |
| Alemanha e Austria                                                                                | e | WWE NXT                   | Sextas às 10:40 p.m.                                                                        | ProSieben Fun                     |
| Alemanha e Austria                                                                                | e | WWE SmackDown             | Sábados às 11:00 p.m.                                                                       | ProSieben Maxx                    |
| Alemanha e Austria                                                                                | e | WWE Bottom Line           | Sábados às 11 p.m.                                                                          | SPORT1                            |
| Hungria                                                                                           | Hungria | WWE Raw                   | Segundas às 9:00 p.m.                                                                       | TV6                               |
| Hungria                                                                                           | Hungria | WWE Bottom Line           | Segundas às 10:00 p.m.                                                                      | TV6                               |
| Itália                                                                                            | Itália | WWE Raw                   | Terças às e 3:00 am e 8.00 pm                                                               | Sky Sport 2                       |
| Itália                                                                                            | Itália | WWE SmackDown             | Sextas às 9.00 pm Sábados às 1:15 pm                                                        | Sky Sport 2                       |
| Itália                                                                                            | Itália | WWE Afterburn             | Domingos às 2.15 pm Segundas às 2.15 pm e 10.30 pm - Quartas às 2.15 pm - Sextas às 2.15 pm | GXT                               |
| Itália                                                                                            | Itália | WWE Bottomline            | Domingos às 11:05 am                                                                        | GXT                               |
| Itália                                                                                            | Itália | WWE Experience            | Terças às 7.00 pm Quartas às 12.45 am                                                       | Sky Sport 2                       |
| Itália                                                                                            | Itália | This Week in The WWE      | Segundas às 9:00 pm                                                                         | Eurosport                         |
| Itália                                                                                            | Itália | WWE Superstars            | Sextas às 8.00 pm Segundas às 12.45 am e 1.00 pm; Quartas às 8.00 pm                        | Sky Sport 2                       |
| Itália                                                                                            | Itália | WWE NXT                   | Sextas às 7.00 pm Terças às 12:45 am                                                        | Sky Sport 2                       |
| Itália                                                                                            | Itália | WWE Vintage Collection    | Segundas às 9:30 pm Eurosport                                                               | Eurosport                         |
| Nova Zelândia                                                                                     | Nova Zelândia | WWE Raw                   | Sextas às 7:30 p.m.                                                                         | the BOX                           |
| Nova Zelândia                                                                                     | Nova Zelândia | WWE NXT                   | Domingos às 5:45 p.m.                                                                       | the BOX                           |
| Nova Zelândia                                                                                     | Nova Zelândia | WWE SmackDown             | Domingos às 6:45 p.m.                                                                       | the BOX                           |
| Peru                                                                                              | Peru | WWE Raw                   | Sábados às 2:00 p.m.                                                                        | ATV                               |
| Peru                                                                                              | Peru | WWE SmackDown             | Sábados às 3:00 p.m.                                                                        | ATV                               |
| Peru                                                                                              | Peru | WWE NXT                   | Domingos às 7:00 p.m.                                                                       | FX Latin America                  |
| Filipinas                                                                                         | Filipinas | WWE RAW                   | Quintas às 8:00 p.m.                                                                        | Studio 23                         |
| Filipinas                                                                                         | Filipinas | WWE SmackDown             | Domingos às 9:00 p.m.                                                                       | AKTV                              |
| Filipinas                                                                                         | Filipinas | WWE Main Event            | TBA                                                                                         | Q (TV network)                    |
| Filipinas                                                                                         | Filipinas | WWE Vintage Collection    | Quintas às 10:00 a.m.                                                                       | Fox Asia                          |
| Filipinas                                                                                         | Filipinas | WWE Saturday Morning Slam | TBA                                                                                         | Q (TV network)                    |
| Filipinas                                                                                         | Filipinas | WWE BottomLine            | Sextas às 10:00 p.m.                                                                        | AKTV                              |
| Filipinas                                                                                         | Filipinas | WWE Afterburn             | Sextas às 3:45 p.m.                                                                         | Fox Asia                          |
| Filipinas                                                                                         | Filipinas | WWE NXT                   | Sextas às 8:00 p.m                                                                          | Studio 23                         |
| Filipinas                                                                                         | Filipinas | WWE Superstars            | Domingos às 8:30 p.m.                                                                       | Studio 23                         |
| Portugal                                                                                          | Portugal | WWE SmackDown             | Domingos às 20:00 p.m.                                                                      | SIC Radical                       |
| Portugal                                                                                          | Portugal | WWE Raw                   | Sextas às 19:00 p.m.                                                                        | SIC Radical                       |
| Portugal                                                                                          | Portugal | The WWE Experience        | Domingos às 12:30 p.m.                                                                      | SIC Radical                       |
| Porto Rico                                                                                        | Porto Rico | WWE Raw                   | Segundas às 9:00 p.m.                                                                       | Cablevision, Adelphia, Centennial |
| Porto Rico                                                                                        | Porto Rico | WWE SmackDown             | Sábados às 6:00 p.m.                                                                        | WAPA-TV                           |
| África do Sul                                                                                     | África do Sul | WWE Superstars            | Segundas às 8:00 p.m.                                                                       | e.tv                              |
| África do Sul                                                                                     | África do Sul | WWE After Burn            | Terças às at 8:00 p.m.                                                                      | e.tv                              |
| África do Sul                                                                                     | África do Sul | WWE SmackDown             | Quartas às 8:30 p.m.                                                                        | e.tv                              |
| África do Sul                                                                                     | África do Sul | WWE Bottom Line           | Sábados às 11:00 a.m.                                                                       | e.tv                              |
| África do Sul                                                                                     | África do Sul | WWE Vintage Collection    | Sábados às 4:00 p.m.                                                                        | e.tv                              |
| África do Sul                                                                                     | África do Sul | WWE NXT                   | Sábados às 5:00 p.m.                                                                        | e.tv                              |
| África do Sul                                                                                     | África do Sul | WWE Raw                   | Domingos às 5:00 p.m.                                                                       | e.tv                              |
| Espanha                                                                                           | Espanha | WWE SmackDown             | Domingos às 2:00 p.m.                                                                       | Neox                              |
| Espanha                                                                                           | Espanha | WWE Vintage Collection    | Segundas às 9:30 p.m.                                                                       | Eurosport                         |
| Espanha                                                                                           | Espanha | This Week in WWE          | Segundas às 9:00 p.m.                                                                       | Eurosport                         |
| Espanha                                                                                           | Espanha | WWE Raw                   | Sábados às 2:00 p.m.                                                                        | Neox                              |
| Turquia                                                                                           | Turquia | Pay-per-views             | Segundas às 9:00 p.m.                                                                       | S Sport                           |
| Turquia                                                                                           | Turquia | WWE Smackdown             | Sábados às 10:00 p.m.                                                                       | S Sport                           |
| Turquia                                                                                           | Turquia | WWE Raw                   | Sábados às 11:00 p.m.                                                                       | S Sport                           |
| Reino Unido e República da Irlanda                                                                | e Irlanda | WWE Raw                   | Terças às 2:00 a.m.                                                                         | Sky Sports 3                      |
| Reino Unido e República da Irlanda                                                                | e Irlanda | WWE NXT                   | Quintas às 11:00 p.m.                                                                       | Sky Sports 3                      |
| Reino Unido e República da Irlanda                                                                | e Irlanda | WWE SmackDown             | Sextas às 10:00 p.m.                                                                        | Sky Sports 3                      |
| Reino Unido e República da Irlanda                                                                | e Irlanda | WWE Superstars            | Sábados às 8:00 a.m. Domingos às 9:00 a.m.                                                  | Sky1                              |
| Reino Unido e República da Irlanda                                                                | e Irlanda | WWE Bottom Line           | Sábados à meia-noite                                                                        | Sky Sports 3                      |
| Reino Unido e República da Irlanda                                                                | e Irlanda | WWE After Burn            | Domingos às 8:00 a.m.                                                                       | Sky Sports 3                      |
| Reino Unido e República da Irlanda                                                                | e Irlanda | WWE Vintage Collection    | Domingos às 10:00 a.m.                                                                      | Sky Sports 3                      |
| Reino Unido e República da Irlanda                                                                | e Irlanda | The WWE Experience        | Domingos às 11:00 a.m.                                                                      | Sky1                              |
| China                                                                                             | China | WWE Raw                   | Terças às 07:55 a.m.                                                                        | PPTV                              |
| China                                                                                             | China | WWE SmackDown             | Quartas às 08:00 a.m.                                                                       | PPTV                              |

## WWE Studios
Desde 2002, a WWE tem produzido filmes. Ao invés de filmes focados em wrestling profissional, a subsidiária produz filmes comuns. WWE e Vince McMahon foram creditados pela produção dos filmes The Scorpion King, The Rundown e Walking Tall, todos estrelando The Rock.
WWE Studios lançou filmes como See No Evil, um filme de terror estrelando Kane e The Marine, um filme de ação estrelando John Cena. Stone Cold Steve Austin também estrelou o filme The Condemned.

## WWE Classics
Em 2004, WWE anunciou um novo serviço video on demand, permitindo que usuários assistissem aos vídeos da WWE Video Library.

## WWE on Hulu
Em 2012, a WWE assinou um contrato com a Hulu, permitindo que sua programação fosse disponibilizada no serviço. No entanto, apenas parte de cada programa passou a ser exibida.

## Pay-per-view
Os atuais eventos em pay-per-view são:
| Mês:      | Nome:                                    | Início:    |
| --------- | ---------------------------------------- | ---------- |
| Janeiro   | Royal Rumble                             | 1988       |
| Fevereiro | Elimination Chamber                      | 2010       |
| Março     | Fastlane                                 | 2015       |
| Abril     | WrestleMania                             | 1985       |
| Maio      | WWE Payback , Extreme Rules              | 2013, 2009 |
| Junho     | Money in the Bank                        | 2010       |
| Julho     | Battleground                             | 2013       |
| Agosto    | SummerSlam                               | 1988       |
| Setembro  | Clash of Champions , Backlash            | 2016, 1999 |
| Outubro   | Hell in a Cell , No Mercy                | 2009, 1999 |
| Novembro  | Survivor Series                          | 1987       |
| Dezembro  | TLC: Tables, Ladders & Chairs, Roadblock | 2009, 2016 |

## Programas futuros
- Diva search